# José María Tojeira
José María Tojeira Pelayo (Vigo, 1947) es un religioso español, naturalizado salvadoreño, sacerdote católico de la Compañía de Jesús.
Desempeñó el cargo de rector la Universidad Centroamericana "José Simeón Cañas" (UCA) de El Salvador desde 1997 hasta 2010.

## Biografía
Nació en Lavadares, Vigo, Galicia, en 1947. 

### Estudios
Posee un profesorado en Filosofía y una licenciatura en Teología de la Universidad de Comillas (España). 

## Sacerdocio

### Honduras
Llegó a Centroamérica en 1969. Fue destinado primero a Honduras, con trabajos de apoyo de la Compañía de Jesús. Fue Párroco de Sulaco en Honduras, entre 1975 y 1976. Posteriormente, fungió como director de radio El Progreso entre los años de 1976 a 1980 y realizó trabajo social con grupos campesinos.
Además, fue miembro del Equipo de Reflexión, Investigación y Comunicación (ERIC) en Honduras entre 1980 y 1982. Fue designado como vicario episcopal de Yoro, Honduras, desde el año 1982 hasta el año 1985.

### El Salvador
En 1985 es enviado a El Salvador con el nombramiento superior de los estudiantes de teología de la Compañía de Jesús. Dicho cargo lo ostento desde 1985 hasta 1988.
Posteriormente, fue provincial de los jesuitas para Centroamérica de 1988 a 1995. 

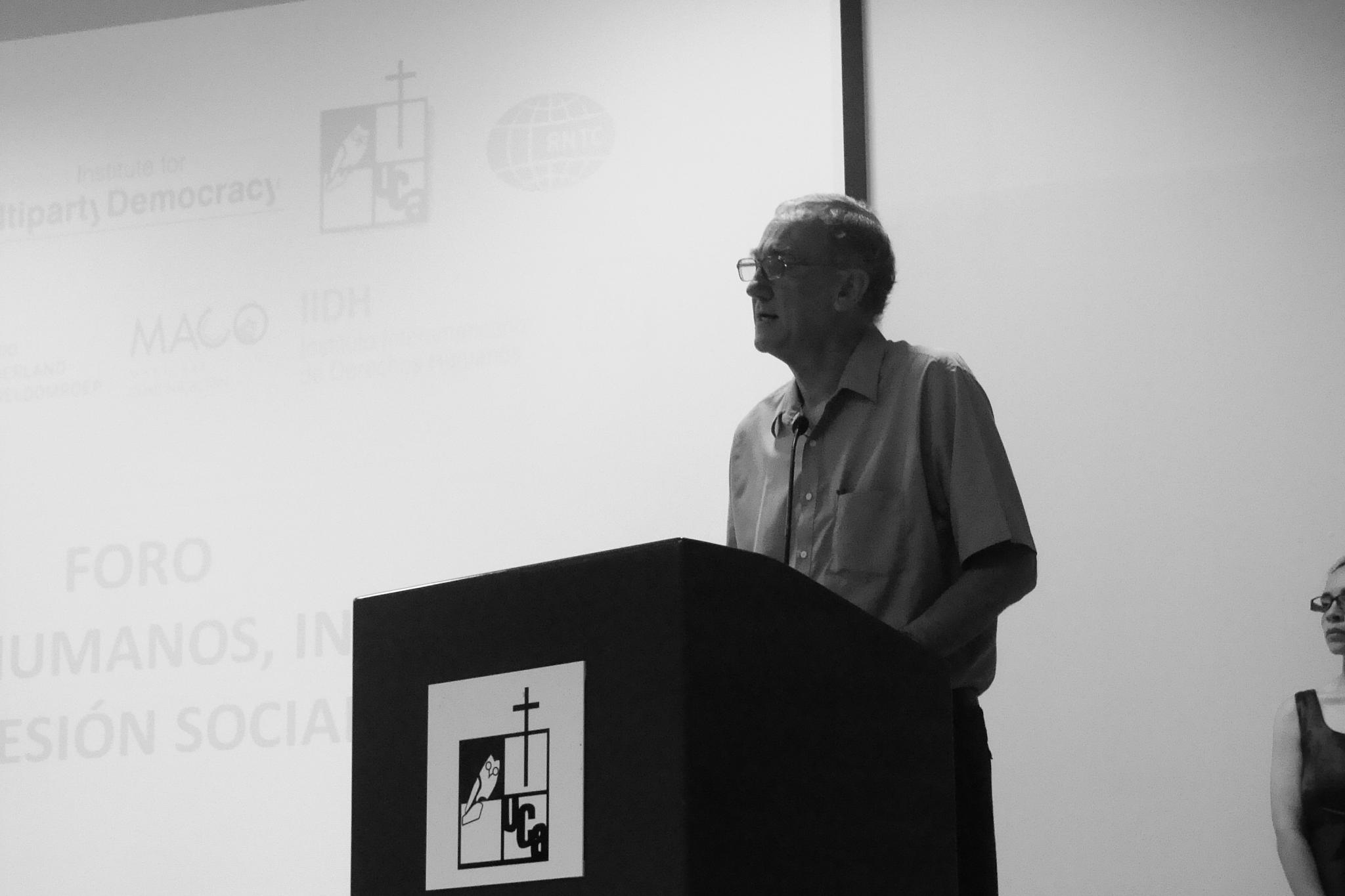
José María Tojeira SJ en la UCA. 2010.

En 1989, tras el asesinato de seis sacerdotes jesuitas en las instalaciones de la Universidad Centro Americana José Simeón Cañas (UCA), Tojeira lideró el proceso legal en contra de los miembros de la Fuerza Armada de El Salvador, condenados como autores materiales del crimen.
En 1997 asumió como rector de la Universidad Centroamericana. Se le considera continuador de la obra del rector Ignacio Ellacuría, ya que, durante su gestión, la Universidad, mantuvo su tradicional proyección social y su línea de pensamiento progresista en temas sociales.
A finales del año 2011, dejó su cargo en la rectoría de la UCA, pasando a ser el párroco y director de la Pastoral Universitaria, "La Pasto UCA". 
Se retiró de dicho cargo en el año 2016, pasando a ser el director del Instituto de Derechos Humanos de la UCA (Idhuca) hasta el año 2020.
Posteriormente fue asignado párroco de la Iglesia El Carmen, ubicada en Santa Tecla. Cargo que ostenta hasta el día de hoy.